# Travel 4 Super Girls
Travel 4 Super Girls（又稱T4 Super Girls或Super Girls）為香港無綫電視的旅遊節目主持組合，首次出場於2001年《康泰最緊要好玩》中，最初成員包括張美妮、陳玟希、黃泆潼、陳凱怡，組合各員其後在不同旅遊節目內有所更換，至2004年後便沒再出現。

## 歷史
本組合最先見於2001年10月18日一集之《康泰最緊要好玩》；集內四位主持張美妮、陳玟希、黃泆潼、陳凱怡首次以Super Girls名義自稱，並演唱節目主題曲《Wala Wala闖世界》。雖然張美妮及陳凱怡早已先後在節目裏在不同集數擔任主持，惟節目並沒有將任何主持命名作Super Girls，直至該集始見四人自我介紹作Super Girls，並於片頭登出四人合照及顯示組合名「T4 Super Girls」。同一集內不一定全數四人皆有參與節目，例如於2001年10月18日一集內只有張美妮及陳玟希前往南非，直至同年11月8日一集才見四人共同前往馬來西亞。
《康泰最緊要好玩》於2002年6月6日再播放新一輯，但此時Super Girls改由康子妮及江芷妮取代陳玟希及陳凱怡主持。2003年康泰的旅行節目改稱《加倍開心之旅》，組合亦由同年12月25日起主持北海道之特輯，雖仍保留Super Girls名稱，但成員只剩張美妮及黃泆潼。香港另一女子歌唱組合Icon Girls於2012年改名為Super Girls，相信無綫電視將不會再用Super Girls一名來稱呼旅遊主持組合。

## 音乐作品
張美妮、陳玟希、黃泆潼、陳凱怡四人曾合作灌錄《Wala Wala闖世界》一曲，作2001年至2002年《康泰最緊要好玩》之主題曲，四位Super Girls也在各場合演唱。此曲曾入圍「2002年度兒歌金曲開心嘉年華」候選歌曲，但未能獲獎。作曲及填詞者李紫昕其後翻唱本曲，並收錄於其2006年《兒歌樂園》專輯內。

## 電視節目
- 2001年：康泰最緊要好玩
- 2002年：至NET小人類
- 2002年：康泰最緊要好玩旅遊新一派
- 2003至2004年：康泰3S系列

## 外部連結
- 最緊要好玩myTV SUPER節目專頁（页面存档备份，存于）